# 水辺物語
『水辺物語』（みずのへものがたり）は、三輪真雪による日本の漫画作品。『月刊コミックブレイド』（マッグガーデン）において2004年3月号よりセンターカラーで連載開始され、2006年6月号で終了した。単行本は全5巻。中国四大奇書の一つ『水滸伝』を基に構成されたファンタジー漫画。

## あらすじ
宋国の軍部博士・晁蓋の手により体内に器械武器「隠械」を埋め込まれた108人の男女。一〇八星と呼ばれた彼らは圧倒的なその力で敵国を屈服させ、宋国に勝利をもたらした。それから2年後、かつての一〇八星軍大将・宋江は妹と共に普通の人々と変わらぬ生活を送っていた。だがある日、宋国皇帝が元一〇八星達を捕縛しようとしていると晁蓋に知らされる。

## 用語
一〇八星
天空の星の名を冠した108人の宋国兵。2年前、敵国である遼国との戦いに駆り出され、その強大な力のさまから一〇八ヶ魔王とも呼ばれた。各々が「天暗星」「地傑星」といった星の名の他に「青面獣」「秀郡馬」といった異名を持っている。原作『水滸伝』における一〇八星は扈三娘（こさんじょう）、顧大嫂（こだいそう）、孫二娘（そんじじょう）の三人のみが女性であるが『水辺』では李逵、関勝といった多くの人物が女性として描かれている。
梁山泊（りょうざんぱく）
周りを梁山湖に囲まれた小島にある要塞。宋江、晁蓋らの本拠地。
開封（かいほう）
宋国の首都。道君皇帝の住まうところ。
隠械（インシェ）
一〇八星が体内に持っている器械武器。その形状は個人によって異なる。K神経と呼ばれる神経により発動し、様々な能力を発揮できる。
核心（ホォシン）
隠械の核となる玉。「天暗」「地傑」「地雄」など星の名が刻まれており、また一〇八星それぞれの心臓とも連動している。
致死（チィシ）
一〇八星が死に至った時に現れる言葉。例「天暗星 青面獣 楊志 致死」。
人形
何らかの作用によって国軍に操られるままとなった一〇八星。感情を表すことも言葉を発することもなく、ただ命じられた通りに戦う。

## 登場人物

### 梁山泊軍
天魁星 及死雨 宋江（てんかいせい きゅうじう そうこう）
この物語の主人公。隠械を全身に隠し持つ。どんなときでも冷静で毅然とした性格の持ち主。軍の陰謀により国を追われる。原作『水滸伝』の宋江には「呼保義」（こほうぎ）の他に「及時雨」（恵みの雨）という異名を持っているが『水辺』ではそれがさらに「及死雨」（戦場に死の雨をもたらす者）となっている。
天殺星 黒旋風 李逵（てんさつせい こくせんぷう りき）
斧の刃のような形をした二枚一組の隠械を操る一〇八星。宋江を「宋江様」と呼ぶ天然風の少女。
天機星 智多星 呉用（てんきせい ちたせい ごよう）
礼儀正しい振る舞いをする青年。学問に秀でており、作戦の立案などを担当する。
天勇星 大刀 関勝（てんゆうせい だいとう かんしょう）
大刀を武器に戦う女性武将。武士道精神を重んずる。国軍に属していたが軍の動向に疑惑を持ち、宋江達の味方に。
天速星 神行太保 戴宗（てんそくせい しんこうたいほう たいそう）
母性的な印象を持つ長い髪の女性。背中に備わった翼型の隠械で空を自在に飛ぶことができる。
天孤星 花和尚 魯智深（てんこせい かおしょう ろちしん）
怪力を誇る不良坊主。李逵と出会い、共に梁山泊へ向かう。
天英星 小李公 花栄（てんえいせい しょうりこう かえい）
弓使いの青年。長い間消息を絶っていたが、宋江の前に現れ、彼を危機から救い出す。
天異星 赤髪鬼 劉唐（てんいせい せきはつき りゅうとう）
素早い動きが得意な小柄の少年。阮三兄弟を子分として従えている。韓滔の毒の刃を受け致死。
天剣星 立地太歳 阮小二（てんけんせい りっちたいさい げんしょうじ）、天罪星 短命次郎 阮小五（てんざいせい たんめいじろう げんしょうご）、天敗星 活閻羅 阮小七（てんはいせい かつえんら げんしょうしち）
水中戦を得意とする三兄弟。「短命次郎」は本来「短命二郎」。韓滔らに殺される。
地耗星 白日鼠 白勝（ちこうせい はくじつそ はくしょう）
偵察役の一〇八星。眼に仕掛けられた隠械の力で、2km先の光景を見通せる。韓滔の手にかかり死亡。
地魔星 雲裏金剛 宋万（ちませい うんりこんごう そうまん）、地妖星 摸着天 杜遷（ちようせい もちゃくてん とせん）
棒術を操る大柄な二人の男。呼延灼らに果敢に立ち向かうが力及ばず、命を落とす。
地壮星 母夜叉 孫二娘（ちそうせい ぼやしゃ そんじじょう）、地刑星 菜園子 張青（ちけいせい さいえんし ちょうせい）
ゆっくりとした話し方をするカップル。孫二娘は掌から痺れ薬を空気中に撒くことができ、張青は楯形の隠械で孫二娘を守る。梁山泊での戦いで死亡。
地暗星 錦豹子 楊林（ちあんせい きんひょうし ようりん）
変装を得意とする一〇八星。声帯に隠械を持ち、自在に声を変えられる。国軍将軍・楊戩の屋敷に潜入するが失敗し、返り討ちとなる。
晁蓋（ちょうがい）
隠械を造り出した女性博士。宋江らのことを心配している。

### 国軍
道君皇帝（どうくんこうてい）
宋国を治める皇帝。2年前の遼国との戦争後、一〇八星を自由の身にすることを公言した。
高俅（こうきゅう）
宋国の大尉の座に就いた男。一〇八星の捕縛・処刑を命じた人物。
楊戩（ようせん）
宋国将軍の一人。高俅に次ぐほどの権威の持ち主。
蔡京（さいけい）
宋江の前に現れた謎の女。宋国八十万禁軍将軍の一人。宋江と全く同じ型の隠械を持つ。彼女は宋江のことをよく知っていると言うが、宋江は彼女のことをなぜか思い出すことができない。
張文遠（ちょうぶんえん）
宋清を処刑した国軍の官吏。逆上した宋江に殺される。
天威星 双鞭 呼延灼（てんいせい そうべん こえんしゃく）
梁山泊を襲った一〇八星。弱者をいたぶり、殺すことを快楽とする残酷な青年で、同じ一〇八星だったかつての仲間を次々と手にかける。
天巧星 浪子 燕青（てんこうせい ろうし えんせい）
皇帝の傍に仕える青年。宋江の記憶喪失の謎を知っている。
天雄星 豹子頭 林冲（てんゆうせい ひょうしとう りんちゅう）
楊戩の屋敷を訪れた李逵、呉用の前に現れた男。その意図、目的は謎。
天暗星 青面獣 楊志（てんあんせい せいめんじゅう ようし）、地傑星 秀郡馬 宣贊（ちけつせい しゅうぐんば せんさん）、地雄星 井木犴 郝思文（ちゆうせい せいぼくかん かくしぶん）
関勝に忠誠を誓う三人。宣贊、郝思文は女性。「秀郡馬」は本来「醜郡馬」。関勝の指示により開封に帰還する途中、呼延灼に殺される。
地威星 百勝将 韓滔（ちいせい ひゃくしょうしょう かんとう）
呼延灼と共に梁山泊に攻め入った少年。呼延灼同様に残酷な心を持つ。
地英星 天目将 彭玘（ちえいせい てんもくしょう ほうき）、地軸星 轟天雷 凌振（ちじくせい ごうてんらい りょうしん）
韓滔に付き従っている二人。韓滔と共に阮三兄弟を抹殺。
地霊星 神医 安道全（ちれいせい しんい あんどうぜん）
晁蓋のもとで学んだ若き女医。国軍に隠械の技術を伝えた。
地奇星 聖水将軍 単廷珪（ちきせい せいすいしょうぐん ぜんていけい）、地猛星 神火将軍 魏定国（ちもうせい しんかしょうぐん ぎていこく）
蔡京の操り人形となっている二人。蔡京からは水（シゥイ）、火（フォ）と呼ばれている。本来は「聖水将」、「神火将」。
地俊星 鉄扇子 宋清（ちしゅんせい てっせんし そうせい）
宋江の妹。軍に処刑されたはずであるが、人形として蘇り、宋江らの敵に。

#### 人形と化した10人の一〇八星
人形と化した10人の一〇八星。孔明、孔亮は女性。呼延灼に率いられ、梁山泊を襲撃する。宋万、杜遷、孫二娘、張青を死に至らしめるが、関勝の猛反撃により返り討ちとなる。
- 地察星 青眼虎 李雲（ちさつせい せいがんこ りうん）
- 地煞星 鎮三山 黄信（ちさつせい ちんさんざん こうしん）
- 地闢星 摩雲金翅 欧鵬（ちかつせい まうんきんし おうほう）
- 地明星 鉄笛仙 馬麟（ちめいせい てってきせん ばりん）
- 地捷星 花項虎 龔旺（ちしょうせい かこうこ きょうおう）
- 地速星 中箭虎 丁得孫（ちそくせい ちゅうせんこ ていとくそん）
- 地会星 神算子 蔣敬（ちかいせい しんさんし しょうけい）
- 地理星 九尾亀 陶宗旺（ちりせい きゅうびき とうそうおう）
- 地好星 毛頭星 孔明（ちこうせい もうとうせい こうめい）
- 地狂星 独火星 孔亮（ちきょうせい どくかせい こうりょう）

## 書誌情報
- 三輪真雪『水辺物語』マッグガーデン〈ブレイドコミックス〉全5巻
  1. 2004年8月10日発売、ISBN 978-4-86127-064-2
  2. 2005年1月11日発売、ISBN 978-4-86127-111-3
  3. 2005年7月8日発売、ISBN 978-4-86127-161-8
  4. 2006年1月10日発売、ISBN 978-4-86127-225-7
  5. 2006年7月10日発売、ISBN 978-4-86127-283-7